# Chrysozephyrus rarasanus
Chrysozephyrus rarasanus är en fjärilsart som beskrevs av Matsumura 1939. Chrysozephyrus rarasanus ingår i släktet Chrysozephyrus och familjen juvelvingar. Inga underarter finns listade i Catalogue of Life.